# Wahlergebnisse in Ottobrunn
Der Artikel gibt eine Übersicht aller Wahlergebnisse in der Gemeinde Ottobrunn seit 2008.

## Gemeinderatswahlen

### Gemeinderatswahl 2008
Die Gemeinderatswahl am 2. März 2008 hatte in Ottobrunn folgendes Ergebnis (in Klammern: Landkreis München):
| Partei   | Prozent | Prozent | Sitze | Mitglieder des Gemeinderats |
| -------- | ------- | ------- | ----- | --- |
| CSU      | 41,3    | (34,6)  | 10    | Ludwig Bößner, Petra Kaiser, Matthias Klebel, Daniel Modrow, Monika Modrow-Lange (Zweite Bürgermeisterin), Melanie Plitz, Hans Pöschl, Boris Schätz (parteifrei), Susanne Vordermaier, Georg Weigert |
| SPD      | 23,5    | (24,3)  | 6     | Max-Benedikt Bauer, Konstantin Diederichs (parteifrei), Ruth Eder, Ruth Markwart-Kunas, Dietrich Wax, Ariane Wißmeier-Unverricht (Dritte Bürgermeisterin)                                            |
| GRÜNE    | 10,5    | (8,2)   | 2     | Sebastian Lumpe, Doris Popp |
| BVO      | 12,2    | –       | 3     | Erika Aulenbach, Reinhard Pohl, Bernd Spötzl |
| FDP      | 8,2     | (4,8)   | 2     | Axel Keller, Thomas Mc Kie |
| ödp      | 4,3     | (0,8)   | 1     | Sörrine Winkler |
| Sonstige | –       | (27,3)  | –     | – |

BVO: Bürgervereinigung Ottobrunn e. V. (im Verband Freie Wähler Bayern e.V.)
Wahlbeteiligung: 48,2 (58,1) Prozent

### Gemeinderatswahl 2014
Die Gemeinderatswahl am 16. März 2014 hatte in Ottobrunn folgendes Ergebnis (in Klammern: Landkreis München):
| Partei           | Prozent | Prozent | Sitze | Mitglieder des Gemeinderats |
| ---------------- | ------- | ------- | ----- | --- |
| CSU              | 40,7    | (35,6)  | 12    | Susanne Vordermaier, Monika Modrow-Lange (Zweite Bürgermeisterin), Matthias Klebel, Daniel Modrow, Johann Pöschl, Georg Weigert, Ludwig Bößner, Christina Schutz, Erwin Mühlbauer, Andrea Seeböck, Michael Thaumüller, Klaus Straßburg |
| SPD              | 23,0    | (24,6)  | 7     | Ariane Wißmeier-Unverricht (Dritte Bürgermeisterin), Ruth Eder, Max-Benedikt-Bauer, Ruth Markwart-Kunas, Konstantin Diederichs, Martin Bruno Radig, Dietrich Wax                                                                       |
| DIE GRÜNEN / ÖDP | 17,2    | (k. A.) | 5     | Doris Popp, Sebastian Lumpe, Tania Campbell, Elisabeth Eckerskorn, Verena Seifert |
| BVO              | 13,4    | –       | 4     | Erika Aulenbach, Reinhard Pohl, Bernd Spötzl, Markus Porombka |
| FDP              | 5,7     | (k. A.) | 2     | Axel Keller, Gerald Kunzmann |

BVO: Bürgervereinigung Ottobrunn e. V. (im Verband Freie Wähler Bayern e. V.)
Wahlbeteiligung: 41,4 (53,9) Prozent

## Bürgermeisterwahlen

### Bürgermeisterwahl 2007
Die Bürgermeisterwahl am 2. März 2007 hatte in Ottobrunn folgendes Ergebnis:
| Partei | Bewerber           | Stimmen in Prozent |
| ------ | ------------------ | ------------------ |
| CSU    | Thomas Loderer     | 39,9               |
| SPD    | Karl Heinz Eisfeld | 34,4               |
| BVO    | Erika Aulenbach    | 14,3               |
| FDP    | Axel Keller        | 11,4               |

BVO: Bürgervereinigung Ottobrunn e. V. (im Verband Freie Wähler Bayern e.V.)
Wahlbeteiligung: 47,7 Prozent
Da keiner der Bewerber die absolute Mehrheit der Stimmen auf sich vereinigen konnte, wurde am 18. März 2008 eine Stichwahl zwischen den beiden Bewerbern durchgeführt, die im ersten Wahlgang die meisten Stimmen erhalten hatten. Diese Stichwahl hatte folgendes Ergebnis:
| Partei | Bewerber           | Stimmen in Prozent |
| ------ | ------------------ | ------------------ |
| CSU    | Thomas Loderer     | 56,4               |
| SPD    | Karl Heinz Eisfeld | 43,6               |

Wahlbeteiligung: 43,6 Prozent

### Bürgermeisterwahl 2013
Die Bürgermeisterwahl am 3. März 2013 hatte in Ottobrunn folgendes Ergebnis:
| Partei | Bewerber                   | Stimmen in Prozent |
| ------ | -------------------------- | ------------------ |
| CSU    | Thomas Loderer             | 52,7               |
| SPD    | Ariane Wißmeier-Unverricht | 33,8               |
| GRÜNE  | Sebastian Lumpe            | 9,2                |
| FDP    | Gerald Kunzmann            | 4,3                |

Wahlbeteiligung: 46,7 Prozent

## Kreistagswahlen
Die Kreistagswahl im Landkreis München am 2. März 2008 hatte in Ottobrunn folgendes Ergebnis (in Klammern: Landkreis München):
| Partei | Stimmen in Prozent | Stimmen in Prozent |
| ------ | ------------------ | ------------------ |
| CSU    | 42,3               | (39,7)             |
| SPD    | 25,1               | (24,9)             |
| GRÜNE  | 12,4               | (13,8)             |
| FW     | 7,9                | (11,3)             |
| FDP    | 8,3                | (7,9)              |
| ödp    | 4,0                | (2,4)              |

Wahlbeteiligung: 48,1 (58,4) Prozent

## Landratswahlen
Die Landratswahl im Landkreis München am 2. März 2008 hatte in Ottobrunn folgendes Ergebnis (in Klammern: Landkreis München):
| Partei          | Bewerber              | Stimmen in Prozent | Stimmen in Prozent |
| --------------- | --------------------- | ------------------ | ------------------ |
| CSU             | Heiner Janik          | 40,2               | (41,3)             |
| SPD             | Johanna Rumschöttel   | 39,2               | (29,1)             |
| GRÜNE           | Susanna Tausendfreund | 9,3                | (13,1)             |
| FW FREIE WÄHLER | Florian Ernstberger   | 5,3                | (10,1)             |
| FDP             | Jörg Scholler         | 6,0                | (6,4)              |

Wahlbeteiligung: 48,1 (58,5) Prozent
Da keiner der Bewerber die absolute Mehrheit der Stimmen auf sich vereinigen konnte, wurde am 16. März 2008 eine Stichwahl zwischen den beiden Bewerbern durchgeführt, die im ersten Wahlgang die meisten Stimmen erhalten hatten. Diese Stichwahl hatte in Ottobrunn folgendes Ergebnis (in Klammern: Landkreis München):
| Partei | Bewerber            | Stimmen in Prozent | Stimmen in Prozent |
| ------ | ------------------- | ------------------ | ------------------ |
| CSU    | Heiner Janik        | 42,2               | (45,9)             |
| SPD    | Johanna Rumschöttel | 57,8               | (54,1)             |

Wahlbeteiligung: 27,4 (36,1) Prozent

## Bezirkswahlen

### Bezirkswahl 2008
Bei der Bezirkswahl im Wahlkreis Oberbayern am 28. September 2008 gehörte Ottobrunn zum Stimmkreis München-Land-Nord (Stimmkreis 122). Die Wahl hatte in Ottobrunn folgendes Ergebnis (in Klammern: Stimmkreis 122):
| Partei          | Bewerber              | Erststimmen in Prozent | Erststimmen in Prozent |  | Zweitstimmen in Prozent | Zweitstimmen in Prozent |
| --------------- | --------------------- | ---------------------- | ---------------------- |  | ----------------------- | ----------------------- |
| CSU             | Karin Hobmeier        | 37,6                   | (36,3)                 |  | 37,6                    | (36,9)                  |
| SPD             | Günther Rödig         | 19,7                   | (21,7)                 |  | 21,9                    | (22,0)                  |
| GRÜNE           | Oliver Seth           | 12,7                   | (10,7)                 |  | 12,0                    | (11,9)                  |
| FW FREIE WÄHLER | Peter Riedl           | 6,9                    | (10,7)                 |  | 7,1                     | (9,3)                   |
| FDP             | Sandra Wagner         | 15,2                   | (12,4)                 |  | 13,8                    | (11,8)                  |
| REP             | Petra Lörk            | 0,7                    | (0,8)                  |  | 0,8                     | (0,8)                   |
| ödp             | Martin Kluge          | 1,8                    | (1,9)                  |  | 1,9                     | (1,8)                   |
| BP              | Johann Eberle         | 1,2                    | (1,4)                  |  | 1,1                     | (1,3)                   |
| DIE LINKE       | Maximilian Steininger | 3,6                    | (3,4)                  |  | 3,2                     | (3,6)                   |
| NPD             | Norman Bordin         | 0,6                    | (0,7)                  |  | 0,6                     | (0,7)                   |

Wahlbeteiligung: 65,1 (62,4) Prozent

### Bezirkswahl 2013
Bei der Bezirkswahl im Wahlkreis Oberbayern am 15. September 2013 gehörte Ottobrunn zum Stimmkreis München-Land-Nord (Stimmkreis 122). Die Wahl hatte in Ottobrunn folgendes Ergebnis (in Klammern: Stimmkreis 122):
| Partei          | Bewerber        | Erststimmen in Prozent | Erststimmen in Prozent |  | Zweitstimmen in Prozent | Zweitstimmen in Prozent |
| --------------- | --------------- | ---------------------- | ---------------------- |  | ----------------------- | ----------------------- |
| CSU             | Karin Hobmeier  | 39,95                  | (43,89)                |  | 42,99                   | (43,18)                 |
| SPD             | Günther Rödig   | 19,45                  | (21,68)                |  | 24,66                   | (22,67)                 |
| FW FREIE WÄHLER | Erika Aulenbach | 15,73                  | (9,55)                 |  | 6,52                    | (9,01)                  |
| GRÜNE           | Stefan Sandor   | 9,53                   | (10,23)                |  | 10,60                   | (10,72)                 |
| FDP             | Gerd Kleiber    | 5,13                   | (4,24)                 |  | 5,86                    | (4,21)                  |
| DIE LINKE       | Marianne Selke  | 2,03                   | (2,03)                 |  | 1,94                    | (1,95)                  |
| ödp             | Verena Seifert  | 3,18                   | (2,28)                 |  | 2,35                    | (2,28)                  |
| BP              | Günter Bauer    | 2,46                   | (3,52)                 |  | 2,47                    | (3,23)                  |
| PIRATEN         | Daniel Seuffert | 2,54                   | (2,56)                 |  | 2,63                    | (2,76)                  |

Wahlbeteiligung: keine Angabe (69,9) Prozent

## Landtagswahlen

### Landtagswahl 2007
Bei der Landtagswahl in Bayern am 28. September 2008 gehörte Ottobrunn zum Stimmkreis München-Land-Nord (Stimmkreis 122). Die Wahl hatte in Ottobrunn folgendes Ergebnis (in Klammern: Stimmkreis 122):
| Partei          | Bewerber           | Erststimmen in Prozent | Erststimmen in Prozent |  | Zweitstimmen in Prozent | Zweitstimmen in Prozent |
| --------------- | ------------------ | ---------------------- | ---------------------- |  | ----------------------- | ----------------------- |
| CSU             | Ernst Weidenbusch  | 38,4                   | (35,6)                 |  | 38,5                    | (37,4)                  |
| SPD             | Peter Paul Gantzer | 22,4                   | (24,1)                 |  | 21,0                    | (23,1)                  |
| GRÜNE           | Markus Büchler     | 10,2                   | (10,2)                 |  | 12,8                    | (11,9)                  |
| FW FREIE WÄHLER | Nikolaus Kraus     | 5,2                    | (10,1)                 |  | 4,9                     | (7,5)                   |
| FDP             | Tobias Thalhammer  | 16,2                   | (12,4)                 |  | 15,8                    | (12,5)                  |
| REP             | Petra Lörk         | 0,6                    | (0,7)                  |  | 0,7                     | (0,7)                   |
| ödp             | Birgit Rouault     | 1,9                    | (1,1)                  |  | 1,2                     | (1,2)                   |
| BP              | Helmuth Peschl     | 0,9                    | (1,1)                  |  | 0,8                     | (1,1)                   |
| BüSo            | –                  | –                      | –                      |  | 0,0                     | (0,0)                   |
| DIE LINKE       | Max Steininger     | 3,4                    | (3,6)                  |  | 3,4                     | (3,7)                   |
| DIE VIOLETTEN   | Uda Simon          | 0,3                    | (0,3)                  |  | 0,3                     | (0,3)                   |
| NPD             | Johann Böhm        | 0,5                    | (0,7)                  |  | 0,5                     | (0,7)                   |

Wahlbeteiligung: 65,1 (62,4) Prozent

### Landtagswahl 2013
Bei der Landtagswahl in Bayern am 15. September 2013 gehörte Ottobrunn zum Stimmkreis München-Land-Nord (Stimmkreis 122). Die Wahl hatte in Ottobrunn folgendes Ergebnis (in Klammern: Stimmkreis 122):
| Partei          | Bewerber            | Erststimmen in Prozent | Erststimmen in Prozent |  | Zweitstimmen in Prozent | Zweitstimmen in Prozent |
| --------------- | ------------------- | ---------------------- | ---------------------- |  | ----------------------- | ----------------------- |
| CSU             | Ernst Weidenbusch   | 45,16                  | (42,95)                |  | 45,28                   | (46,05)                 |
| SPD             | Peter Paul Gantzer  | 23,58                  | (23,28)                |  | 27,19                   | (28,14)                 |
| FW FREIE WÄHLER | Nikolaus Kraus      | 6,11                   | (10,60)                |  | 4,58                    | (5,30)                  |
| GRÜNE           | Markus Büchler      | 10,47                  | (10,30)                |  | 9,22                    | (8,25)                  |
| FDP             | Rochus Kammer       | 6,19                   | (3,97)                 |  | 7,00                    | (4,70)                  |
| DIE LINKE       | Klaus-Peter Häusser | 1,84                   | (1,69)                 |  | 1,46                    | (1,39)                  |
| ÖDP             | Wilhelm Cordes      | 1,76                   | (1,65)                 |  | 1,57                    | (1,53)                  |
| REP             | Petra Lörk          | 0,77                   | (1,02)                 |  | 0,51                    | (0,68)                  |
| BP              | Werner Podehl       | 1,96                   | (2,30)                 |  | 1,31                    | (1,76)                  |
| BüSo            | –                   | –                      | –                      |  | 0,04                    | (0,05)                  |
| DIE FREIHEIT    | –                   | –                      | –                      |  | 0,23                    | (0,24)                  |
| PIRATEN         | Thomas Mayer        | 2,17                   | (2,25)                 |  | 1,62                    | (1,90)                  |

Wahlbeteiligung: 72,1 (70,1) Prozent

## Bundestagswahlen

### Bundestagswahl 2009
Bei der Bundestagswahl am 27. September 2009 gehörte
Ottobrunn zum Bundestagswahlkreis München-Land (Wahlkreis 222). Die Wahl hatte in Ottobrunn folgendes Ergebnis (in Klammern: Wahlkreis 222):
| Partei               | Bewerber           | Erststimmen in Prozent | Erststimmen in Prozent |  | Zweitstimmen in Prozent | Zweitstimmen in Prozent |
| -------------------- | ------------------ | ---------------------- | ---------------------- |  | ----------------------- | ----------------------- |
| CSU                  | Florian Hahn       | 45,7                   | (45,7)                 |  | 39,2                    | (39,8)                  |
| SPD                  | Ingrid Lenz-Aktas  | 19,5                   | (19,5)                 |  | 16,9                    | (16,7)                  |
| FDP                  | Jimmy Schulz       | 14,5                   | (13,4)                 |  | 20,3                    | (19,7)                  |
| GRÜNE                | Anton Hofreiter    | 11,8                   | (13,3)                 |  | 12,6                    | (12,7)                  |
| DIE LINKE            | Wolfgang Seidel    | 4,1                    | (3,8)                  |  | 4,6                     | (4,5)                   |
| NPD                  | Philipp Hasselbach | 0,7                    | (0,8)                  |  | 0,5                     | (0,6)                   |
| REP                  | –                  | –                      | –                      |  | 0,3                     | (0,4)                   |
| FAMILIE              | Raimund Enders     | 1,5                    | (1,1)                  |  | 0,7                     | (0,6)                   |
| BP                   | –                  | –                      | –                      |  | 0,4                     | (0,6)                   |
| PBC                  | –                  | –                      | –                      |  | 0,0                     | (0,1)                   |
| BüSo                 | –                  | –                      | –                      |  | 0,0                     | (0,0)                   |
| MLPD                 | –                  | –                      | –                      |  | 0,0                     | (0,0)                   |
| CM                   | –                  | –                      | –                      |  | 0,0                     | (0,0)                   |
| DVU                  | –                  | –                      | –                      |  | 0,0                     | (0,0)                   |
| DIE VIOLETTEN        | –                  | –                      | –                      |  | 0,1                     | (0,2)                   |
| Die Tierschutzpartei | –                  | –                      | –                      |  | 0,5                     | (0,6)                   |
| ödp                  | Ute Drothler       | 1,1                    | (1,1)                  |  | 0,9                     | (0,8)                   |
| PIRATEN              | –                  | –                      | –                      |  | 1,9                     | (1,8)                   |
| RRP                  | Peter Lachmann     | 0,8                    | (0,9)                  |  | 0,9                     | (0,8)                   |
| –                    | Cornelia Kienzer 1 | 0,3                    | (0,4)                  |  | –                       | –                       |

Wahlbeteiligung: 79,6 (79,1) Prozent

### Bundestagswahl 2013
Bei der Bundestagswahl am 22. September 2013 gehörte
Ottobrunn zum Bundestagswahlkreis München-Land (Wahlkreis 222). Die Wahl hatte in Ottobrunn folgendes Ergebnis (in Klammern: Wahlkreis 222):
| Partei              | Bewerber                     | Erststimmen in Prozent | Erststimmen in Prozent |  | Zweitstimmen in Prozent | Zweitstimmen in Prozent |
| ------------------- | ---------------------------- | ---------------------- | ---------------------- |  | ----------------------- | ----------------------- |
| CSU                 | Florian Hahn                 | 51,4                   | (52,5)                 |  | 45,9                    | (46,9)                  |
| SPD                 | Bela Bach                    | 21,1                   | (20,3)                 |  | 20,6                    | (19,6)                  |
| FDP                 | Jimmy Schulz                 | 4,2                    | (3,9)                  |  | 8,2                     | (8,5)                   |
| GRÜNE               | Anton Hofreiter              | 10,8                   | (11,1)                 |  | 10,0                    | (9,9)                   |
| DIE LINKE           | Wolfgang Seidel              | 2,3                    | (2,1)                  |  | 3,1                     | (2,8)                   |
| PIRATEN             | Volker Kunze                 | 1,7                    | (1,7)                  |  | 1,7                     | (1,9)                   |
| NPD                 | –                            | –                      | –                      |  | 0,4                     | (0,3)                   |
| ÖDP                 | Christiane Gisela Erika Lüst | 1,2                    | (1,2)                  |  | 0,8                     | (0,9)                   |
| REP                 | –                            | –                      | –                      |  | 0,3                     | (0,3)                   |
| Bündnis 21/RRP      | Peter Lachmann               | 0,1                    | (0,1)                  |  | 0,1                     | (0,1)                   |
| BP                  | –                            | –                      | –                      |  | 0,6                     | (0,7)                   |
| Tierschutzpartei    | –                            | –                      | –                      |  | 0,6                     | (0,7)                   |
| DIE VIOLETTEN       | –                            | –                      | –                      |  | 0,1                     | (0,1)                   |
| BüSo                | –                            | –                      | –                      |  | 0,0                     | (0,0)                   |
| MLPD                | –                            | –                      | –                      |  | 0,1                     | (0,0)                   |
| AfD                 | Ulrich Riediger              | 4,4                    | (4,0)                  |  | 5,1                     | (4,9)                   |
| pro Deutschland     | –                            | –                      | –                      |  | 0,1                     | (0,1)                   |
| DIE FRAUEN          | –                            | –                      | –                      |  | 0,1                     | (0,1)                   |
| FREIE WÄHLER        | Ilse Ertl                    | 2,7                    | (2,9)                  |  | 2,1                     | (2,1)                   |
| Partei der Vernunft | Maximilian Benjamin Leucht   | 0,1                    | (0,2)                  |  | 0,1                     | (0,1)                   |

Wahlbeteiligung: 77,5 (77,8) Prozent

## Europawahlen
Die Europawahl am 7. Juni 2009 hatte in Ottobrunn folgendes Ergebnis (in Klammern: Landkreis München):
| Partei               | Stimmen in Prozent | Stimmen in Prozent |
| -------------------- | ------------------ | ------------------ |
| CSU                  | 43,3               | (43,7)             |
| SPD                  | 13,6               | (13,6)             |
| GRÜNE                | 15,4               | (15,4)             |
| FDP                  | 13,4               | (13,4)             |
| ödp                  | 2,7                | (1,8)              |
| REP                  | 0,8                | (0,8)              |
| BP                   | 0,8                | (1,0)              |
| Die Tierschutzpartei | 0,8                | (0,8)              |
| DIE LINKE            | 1,7                | (1,7)              |
| FAMILIE              | 0,7                | (0,4)              |
| Volksabstimmung      | 0,1                | (0,1)              |

| Partei     | Stimmen in Prozent | Stimmen in Prozent |
| ---------- | ------------------ | ------------------ |
| DIE FRAUEN | 0,1                | (0,1)              |
| PBC        | 0,1                | (0,1)              |
| CM         | 0,1                | (0,1)              |
| AUFBRUCH   | 0,1                | (0,1)              |
| DKP        | 0,1                | (0,0)              |
| BüSo       | 0,0                | (0,0)              |
| PSG        | 0,0                | (0,0)              |
| 50Plus     | 0,2                | (0,2)              |
| AUF        | 0,0                | (0,1)              |
| DVU        | 0,1                | (0,2)              |
| DIE GRAUEN | 0,1                | (0,1)              |

| Partei          | Stimmen in Prozent | Stimmen in Prozent |
| --------------- | ------------------ | ------------------ |
| DIE VIOLETTEN   | 0,3                | (0,2)              |
| EDE             | 0,0                | (0,0)              |
| FBI             | 0,1                | (0,1)              |
| VOLKSENTSCHEIDE | 0,1                | (0,1)              |
| FW FREIE WÄHLER | 3,4                | (3,9)              |
| Newropeans      | 0,0                | (0,1)              |
| PIRATEN         | 0,7                | (0,8)              |
| RRP             | 0,7                | (0,6)              |
| RENTNER         | 0,4                | (0,5)              |

Wahlbeteiligung: 50,1 (50,4) Prozent